# رمضان كسكين
رمضان كسكين (بالتركية: Ramazan Keskin) هو لاعب كرة قدم تركي في مركز الوسط، ولد في 4 يناير 1999 في ألاجام ‏ في تركيا. لعب مع بورصة سبور.

## وصلات خارجية
- رمضان كسكين على موقع اتحاد تركيا (لاعب) (الإنجليزية)
- رمضان كسكين على موقع قاعدة بيانات كرة القدم.إي يو (الإنجليزية)
- رمضان كسكين على موقع Soccerway.com (الإنجليزية)
- رمضان كسكين على موقع عالم كرة القدم.نت (الإنجليزية)